# Phare de Cabo Canet
Le phare de Cabo Canet est un phare situé dans la ville de Canet d'En Berenguer, dans la province de Valence, en Espagne.
Il est géré par l'autorité portuaire de Valence.

## Histoire
Ce phare est érigé à l'embouchure de la rivière Palancia, à 300 m à l'intérieur des terres. Il est situé à 1,5 km au nord de Sagunto et à 30 km au nord de Valence.
Il a été mis en service en 1904. C'est une tour cylindrique en pierre de taille, avec galerie et lanterne, montée sur une base octogonale en brique. Les maisons de gardien d'un étage sont adjacentes au phare. La dôme de la lanterne est peint en rouge.
Identifiant : ARLHS : SPA110 ; ES-26500 - Amirauté : E0216 - NGA : 5452 .
|                     |
| Phare de Cabo Canet |

### Lien connexe
- Liste des phares d'Espagne